# Ošljane (Vučitrn)
Pour l’article homonyme, voir Ošljane.
Oshlan en albanais et Ošljane en serbe latin (en serbe cyrillique : Ошљане) est une localité du Kosovo située dans la commune/municipalité de Vushtrri/Vučitrn et dans le district de Mitrovicë/Kosovska Mitrovica. Selon le recensement kosovar de 2011, elle compte 488 habitants, tous albanais.

## Démographie

### Évolution historique de la population dans la localité
| 1948 | 1953 | 1961 | 1971 | 1981 | 1991 | 2011 |
| ---- | ---- | ---- | ---- | ---- | ---- | ---- |
| 589  | 689  | 821  | 778  | 783  | 691  | 488  |

|  |